# Sargento Portugal
José Portugal Neto (Rio de Janeiro, 26 de agosto de 1976), mais conhecido como Sargento Portugal, é um policial militar e político brasileiro, filiado ao Podemos (PODE), eleito para o cargo de Deputado Federal pelo Rio de Janeiro nas eleições de 2022.

## Biografia
Policial militar há 22 anos e fundador do grupo "Nata das Praças", formado por soldados de variadas corporações do Rio de Janeiro, Portugal começou sua carreira política em 2022 quando se candidatou à deputado federal pelo Podemos, atingindo a votação de 33.368 votos e sendo eleito para o primeiro mandato.